# Léh (okres)

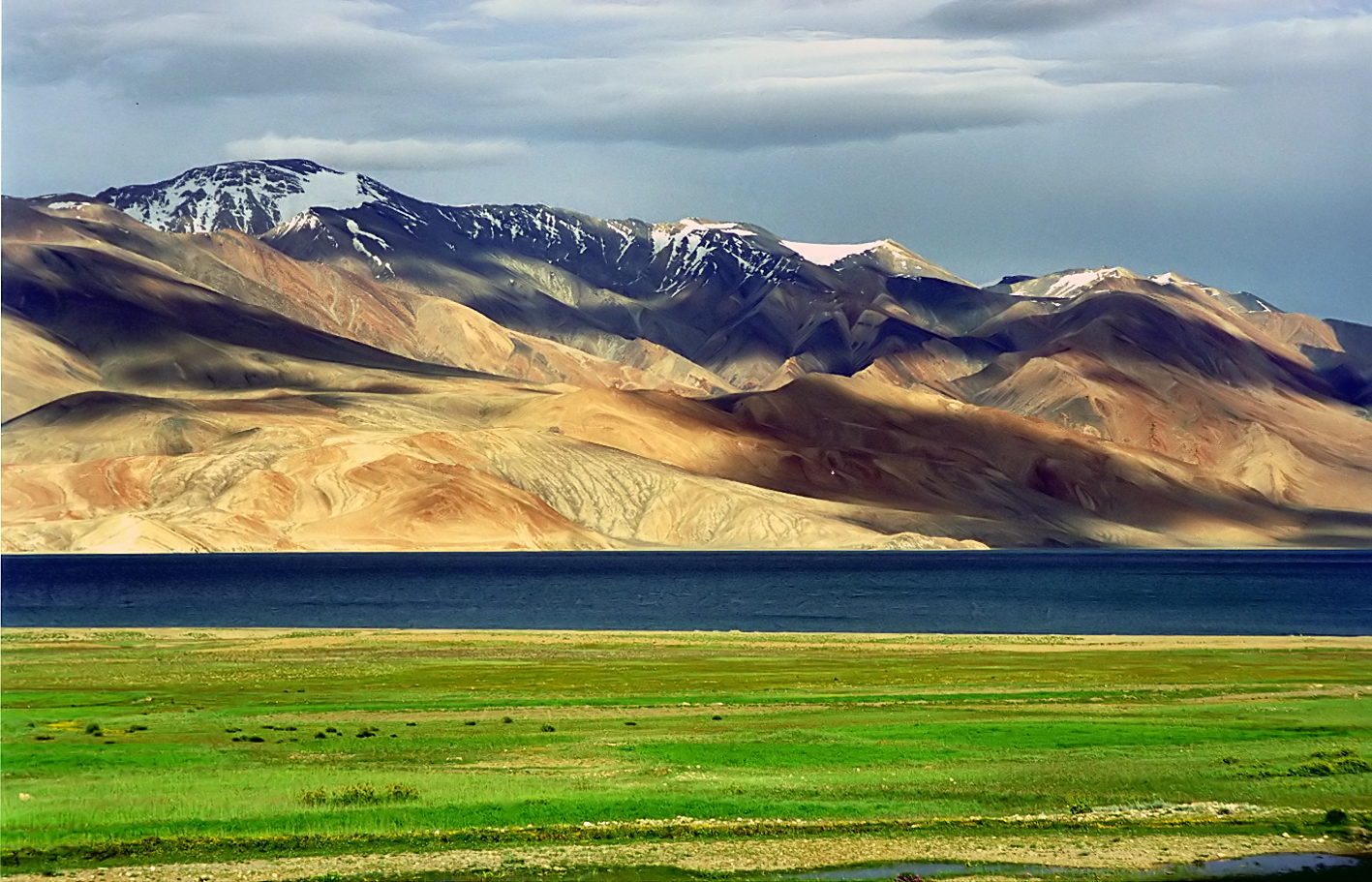
Jezero Tsomoriri

Okres Léh je jeden ze dvou indických okresů, který se nachází v indickém státě Džammú a Kašmír. Na severu sousedí s pákistánským Gilgitem - Baltistánem a malou hranici sdílí i s čínskou provincií Sin-ťiang, na východě okresu se nachází Tibet a Aksai Čin, na jihu Himáčalpradéš. Administrativní centrum lehského okresu je město Léh. V roce 2001 žilo v okresu 117 637 obyvatel. Okres Léh původně zabíral celý Ladak, než z něj byl 1. července 1979 vyčleněn kárgilský okres.
Většina obyvatelstva (84 %) se hlásí k tibetskému buddhismu, menšinu tvoří muslimové.